# Металотермія
Металотермі́я (від метали і грец. thérme — теплота) — процеси, засновані на відновленні металів з їхніх сполук (оксидів, галогенідів та інших) активнішими металами (наприклад, алюмінієм, магнієм, а також кремнієм, що умовно приймається за метал), які протікають з виділенням теплоти.
Металотермія почала застосовуватися на рубежі 19—20 століття. Металотермічні процеси класифікують за металом-відновником: алюмінотермічні, магнієтермічні, силікотермічні, кальцієтермічні тощо. Металотермічні способи виробництва дорожчі, ніж вуглевідновлення (карботермія), і використовуються для отримання безвуглецевих легуючих сплавів високої якості (лігатури з рідкісними металами, безвуглецевий ферохром і ін.), титанової губки і інших чистих (головним чином по вуглецю) металів і сплавів.
Існує декілька різновидів металотермічного процесу. Позапічний процес проводиться в тих випадках, коли теплоти, що виділяється під час протікання відновних реакцій, досить для отримання продуктів реакції в рідкому стані і хорошого їхнього розділення (1750—2300 °C); використовується в алюмінотермії. Електропічний процес застосовується, коли теплоти, що виділяється, недостатньо для розплавлення і необхідного перегріву продуктів плавки — тепло, що не вистачає, підводиться за допомогою електронагріву; процес широко поширений. Вакуумна металотермія дозволяє виділяти метали, що легко випаровуються (наприклад, магній) під час їх відновлення в умовах вакууму (при 800—1400 °С) або отримувати метали з пониженим вмістом газів.